# 金築誠志
金築 誠志（かねつき せいし、1945年（昭和20年）4月1日 - ）は、日本の裁判官。大阪高等裁判所長官を経て2009年1月26日より2015年3月31日まで最高裁判所判事を務め、退官後日本法律家協会会長及びJR東日本監査役に就任。

## 略歴
- 1945年4月1日 - 現在の島根県出雲市に生まれ、中学2年の夏まで父の転勤に従って県内各地で過ごした後、家族と共に上京し、東京都立新宿高等学校卒業
- 1967年

3月 - 東京大学法学部卒業
4月 - 司法修習生
- 1969年4月 - 判事補任官

以後、東京地方裁判所、司法研修所、最高裁判所広報課、札幌地方裁判所に勤務
- 1979年4月 - 判事任官
  - 以後、東京地方裁判所刑事部、最高裁判所調査官、最高裁判所人事局任用課長、東京地方裁判所民事部などの勤務を経て
- 1990年 - 東京地方裁判所部総括判事
- 1998年8月 - 最高裁判所人事局長
- 2002年9月 - 司法研修所長
- 2005年2月 - 東京地方裁判所長
- 2006年10月 - 大阪高等裁判所長官
- 2009年

1月 - 最高裁判所判事
8月 - 第45回総選挙と同時に行われた第21回最高裁判所裁判官国民審査の投票の結果、罷免を可としない（無印）が62,627,434票、罷免を可とする（×印）が4,311,693票となり、信任された。
- 2015年

3月31日 - 定年退官
6月 - 一般財団法人日本法律家協会会長
- 2016年

6月23日 - 東日本旅客鉄道株式会社監査役
11月 - 旭日大綬章受章

## 主な担当審理
- 2009年4月：御殿場事件（陪席裁判官）
- 2010年1月：砂川政教分離訴訟（陪席裁判官）
- 2012年2月：光市母子殺害事件（裁判長裁判官）
- 2013年9月：非嫡出子法定相続分違憲決定（補足意見を執筆）